# Ernesto Vecchi
Ernesto Vecchi (San Giovanni in Persiceto, província de Bolonha, 4 de janeiro de 1936 - Bolonha, 28 de maio de 2022) foi um clérigo italiano e bispo auxiliar católico romano em Bolonha.
Ernesto Vecchi foi ordenado sacerdote pela Arquidiocese de Bolonha em 25 de julho de 1963 pelo Cardeal Giacomo Lercaro e foi seu secretário especial até 1969. Foi pároco da paróquia do Coração Imaculado de Maria, em Borgo Panigale, durante vinte anos. Ernesto Vecchi também foi professor de teologia pastoral na Faculdade Teológica de Emilia-Romagna de 1984 a 2011.
O Papa João Paulo II nomeou-o bispo titular de Lemellefa e bispo auxiliar em Bolonha em 18 de julho de 1998. O Arcebispo de Bolonha, Cardeal Giacomo Biffi, ordenou-o bispo em 13 de setembro do mesmo ano na Catedral de Bolonha; Os co-consagradores foram Dom Piero Marini, Bispo da Cúria, e Claudio Stagni, Bispo auxiliar de Bolonha.
Em 28 de maio de 2004, foi nomeado Vigário Geral da Arquidiocese de Bolonha pelo Cardeal Carlo Caffarra, cargo que ocupou até 8 de fevereiro de 2011, quando o Papa Bento XVI aceitou sua demissão por motivos de idade. De 2 de fevereiro de 2013 até a posse do novo Bispo Giuseppe Piemontese em 21 de junho de 2014, foi Administrador Apostólico da diocese vaga de Terni-Narni-Amelia.
Ernesto Vecchi morreu em 28 de maio de 2022 em Bolonha aos 86 anos.